# 本間英夫
本間 英夫（ほんま ひでお、1942年 - ）は、日本の科学者。富山県出身。2018年現在関東学院大学特別栄誉教授。関東学院大学材料・表面工学研究所特別顧問。1965年関東学院大学工学部工業化学科卒。1968年関東学院大学工学研究科工業化学専攻修士課程修了。1968年から関東学院大助手勤務。後に専任講師となる。1982年大阪府立大学で工学博士の学位を授与され工学博士となる。主に無電解めっきに関する業績が多数ある。

## 受賞履歴
以下の情報はresearchmapからの情報である。ただし、向井賞については関東学院大学の公式ウェブサイトからの情報である。
- 2018年-向井賞受賞
- 2015年-加藤記念賞受賞
- 2010年-エレクトロニクス実装学会賞
- 2010年-表面技術協会論文賞
- 2008年-エレクトロニクス学会論文賞
- 2008年-表面技術協会論文賞
- 2007年-電気化学会企画賞
- 2006年-産官学 連携特別賞
- 2003年-神奈川文化賞
- 2001年-特別賞(エレクトロニクス実装学会)

## 著書
- 本間英夫『教育研究と産学連携の軌跡 次世代に伝えたい50の提言』関東学院大学出版会、2012年2月29日。ASIN 490173444X。ISBN 978-4901734448。 NCID BB08885398。OCLC 816898817。全国書誌番号:22071317。